# Yoav Bear
Yoav Bear, ook geschreven als Yoav Bär, (Haifa, 24 juni 1991) is een Israëlisch wielrenner die in 2015 reed voor Cycling Academy Team.

## Overwinningen
2011
 Israëlisch kampioen tijdrijden, Beloften
 Israëlisch kampioen op de weg, Beloften
2013
1e, 2e deel B (ploegentijdrit) en 3e etappe Ronde van Arad
Eindklassement Ronde van Arad
 Israëlisch kampioen tijdrijden, Elite
 Israëlisch kampioen tijdrijden, Beloften
2014
2e etappe deel B Ronde van Arad (ploegentijdrit)
 Israëlisch kampioen tijdrijden, Elite
2015
2e etappe deel B Ronde van Arad (ploegentijdrit)
 Israëlisch kampioen tijdrijden, Elite

## Ploegen
- 2015 –  Cycling Academy Team

Angulo · Bear · Daško · Einhorn · Gabay · Goldstein · Krasnodębski · Malovec · Migdał · Piaskowy · Sagiv · Talaga · Turek · Warchoł · Zilberstein